# LG연암문화재단
LG연암문화재단은 학술․예술 등의 진흥을 위한 문화활동과 이의 연구․ 조사․개발․창작․보급에 참여하고 지원함으로써 사회복지증진과 민족문화창달에 기여하기 위하여 1969년 12월 27일 설립된 문화체육관광부 소관의 재단법인이다. 사무실은 서울특별시 영등포구 여의대로 128 (여의도동)에 있다.

## 연혁
- 1969년 12월 재단법인 '연암문화재단' 설립
- 1969년 12월 구인회 초대 이사장 취임
- 1970년 3월 구자경 제2대 이사장 취임
- 1995년 3월 '연암문화재단' -> 'LG연암문화재단'으로 재단명 변경
- 1996년 4월 LG상남도서관 개관
- 2000년 3월 LG아트센터 개관
- 2016년 1월 구본무 제3대 이사장 취임
- 2018년 7월 이문호 제4대 이사장 취임
- 2022년 4월 강유식 제5대 이사장 취임

## 주요 사업
- 장학.연구 및 연수지원
- 기술전문 도서관 설립운영
- 문화예술 진흥 및 시설설치운영